# Австрийска миротворителна служба
Австрийската миротворителна служба е една от трите различни вида цивилни служби в чужбина. Другите две са социална служба и паметна служба.

## Видове
Миротворната служба има 3 различни форми:
- цивилна, без оръжия, за разрешаване на конфликти;
- солидаризиране с жертви;
- работа, отслужена в полза на обществени алтернативи.

## Локации
Местата, където може да се отслужи миротворна служба, са следните:
- в държавите на някогашната Югославия;
- в Израел и Палестина;
- в Япония (в Музея на мира в Хирошима);
- в Китай;
- в Нидерландия.

## История
По време на Първата световна война се появяват идеите за Интернационалния помирителен съюз и създаването на световна мрежа от младежи, които доброволно да поддържат разбирателството между народите. Интернационалният помирителен съюз е създаден след началото на войната, а скоро след края ѝ са вече налице и първите интернационални доброволни служби, като например ”workcamps” и т.н.
 През 1920 г. парарелно с разпространяването на младежките организации все по-чести стават и отказите за военни служби. Възникват множество пацифистични организации.
Втората световна война и нейната предистория поставя края на много от ангажираните в тези организации хора. Предполага се, че по времето на Нацизма повече от 6000 германски младежи, отказали военната служба, са убити.
След Втората световна война, миротворни църковни служби допринасят за намаляването на вражески настроения между хората и подбуждат основаването на първите доброволни и миротворни служби дори и в Германия:
- 1946 г. – Християнска миротворна служба, Pax Christi (немски отдел);
- 1949 г. – Интернационална служба на младежката общност;
- 1957 г. – Eirene;
- 1958 г. – Aktion Sühnezeichen;
- 1959 г. – Служба за световен мир.

През следващите години са създадени и други организации и обединения. Те извършват дейност под следните форми:
- дългосрочни държавно-признати служби за развитие (от 2 до 3 години, за младежи от 21 до 25 години);
- други дълго и средносрочни дейности (от 6 до 18 месеца, минимална възраст – 18 години);
- краткосрочни дейности (от 3 седмици до 3 месеца, минимална възраст -16 години);
- групови служби за студенти и млади академици.

В периода между 1945 г. и края на 1960 г. общо 1 млн., предимно млади доброволци, работят в около 200 организации за политическия и социален мир на народите. Още тогава се води дискусията за обществената подкрепа и политическата независимост. Единствено интернационалните организации отговарят на принципите на миротворните служби – независимост, доброволност, групов и обществен морал. През 1970 г. е създадена съответно и Миротворната служба на Обединените нации.
По време на антивоенното движение през 1980 г., в Германия възникват първите образователни центрове за миротворни акции без насилие. Около 800 младежи в тогавашната Германска демократична република се застъпват за идеята на борците за граждански права Кристоф Вонебергер и Райнер Епелман, военната служба на народната армия да бъде заменена със социална миротворна служба. Политбюрото на социалистическата единна партия в Германия интерпретира това като контрареволюция и реагира остро като арестува някои от привържениците на идеята.
Във вселенския миротворен процес за справедливост, свобода и съхраняване на творенията (от 1983 г.) се създава инициативата за шаломска служба и дяконство.
През 1989 г. е основан Съюзът за социална защита. Той цели създаването на алтернатива на задължителната цивилна или военна служба и от средата на 1990 г. заедно с други организации се ангажира във форума на цивилната миротворна служба.